# Noskowo (województwo wielkopolskie)
Noskowo – wieś w Polsce położona w województwie wielkopolskim, w powiecie wrzesińskim, w gminie Września.
W latach 1975–1998 miejscowość położona była w województwie poznańskim.

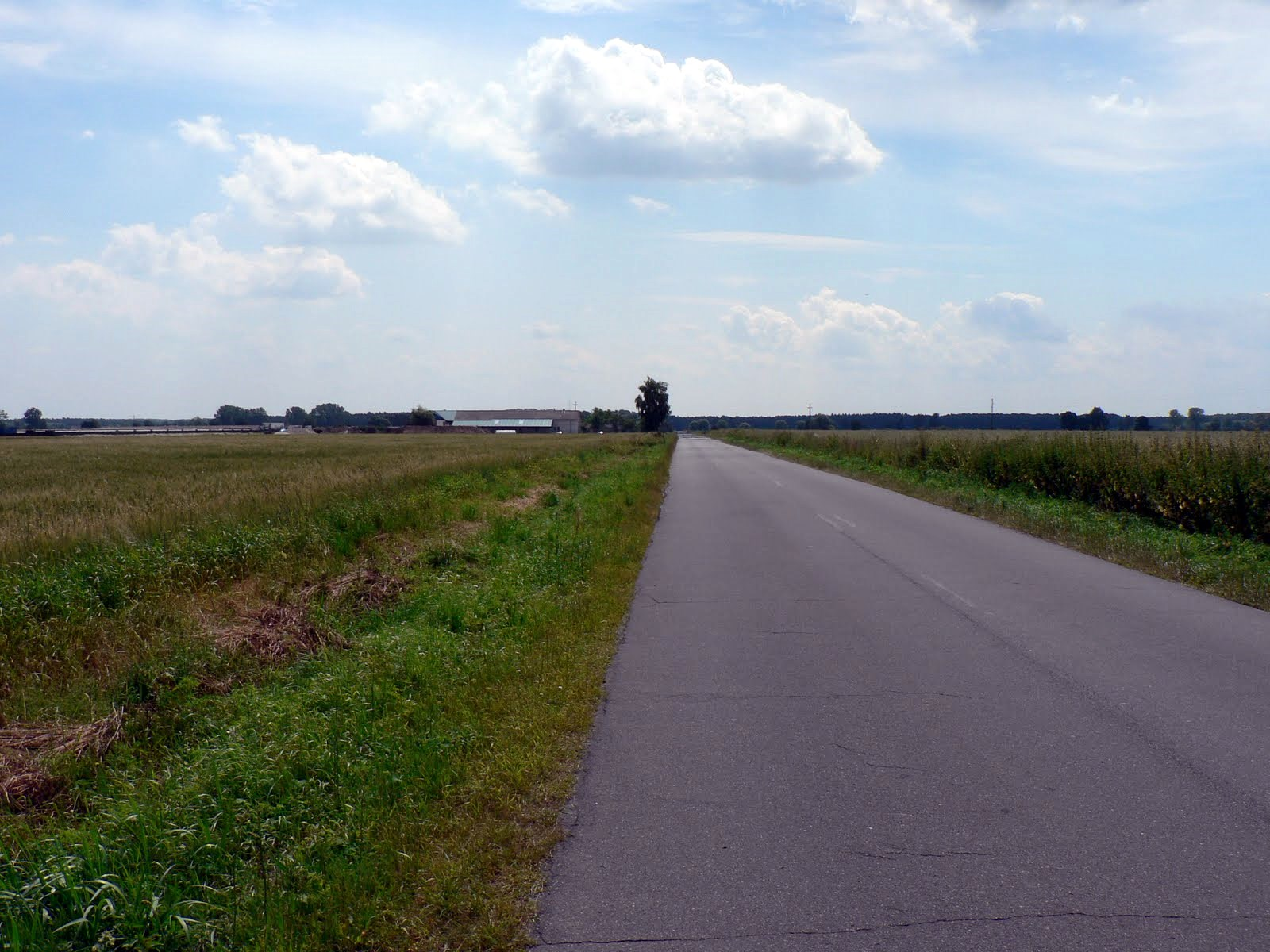
Po lewej zabudowania Noskowa od strony Radomic